# Sainte-Marie-du-Mont (Isère)
Sainte-Marie-du-Mont ist eine französische Gemeinde mit 233 Einwohnern (Stand: 1. Januar 2022) im Département Isère in der Region Auvergne-Rhône-Alpes; sie gehört zum Arrondissement Grenoble und zum Kanton Haut-Grésivaudan. Die Einwohner werden Marie-Montois genannt.

## Geografie
Die Gemeinde Sainte-Marie-du-Mont liegt in der Landschaft Grésivaudan im Chartreuse-Massiv, etwa 25 Kilometer südlich von Chambéry. Umgeben wird Sainte-Marie-du-Mont von den Nachbargemeinden Chapareillan im Norden und Nordosten, Barraux im Nordosten, La Flachère im Osten, Saint-Vincent-de-Mercuze im Osten und Südosten, Le Touvet im Südosten, Saint-Bernard im Süden, Saint-Pierre-d’Entremont (Isère) im Südwesten und Westen, Saint-Pierre-d’Entremont (Savoie) im Westen sowie Entremont-le-Vieux im Nordwesten.

## Geschichte
Zwischen 1973 und 1984 war die Gemeinde mit der Nachbarkommune Saint-Vincent-de-Mercuze fusioniert.

## Bevölkerungsentwicklung
| Jahr                       | 1962 | 1968 | 1975 | 1982 | 1990 | 1999 | 2006 | 2013 | 2021 |
| -------------------------- | ---- | ---- | ---- | ---- | ---- | ---- | ---- | ---- | ---- |
| Einwohner                  | 57   | 42   | -    | -    | 116  | 204  | 212  | 238  | 235  |
| Quellen: Cassini und INSEE |      |      |      |      |      |      |      |      |      |

## Sehenswürdigkeiten
- Kirche der Barmherzigkeit Unserer Lieben Frau (Église de la Compassion-de-Notre-Dame), restauriert 2012

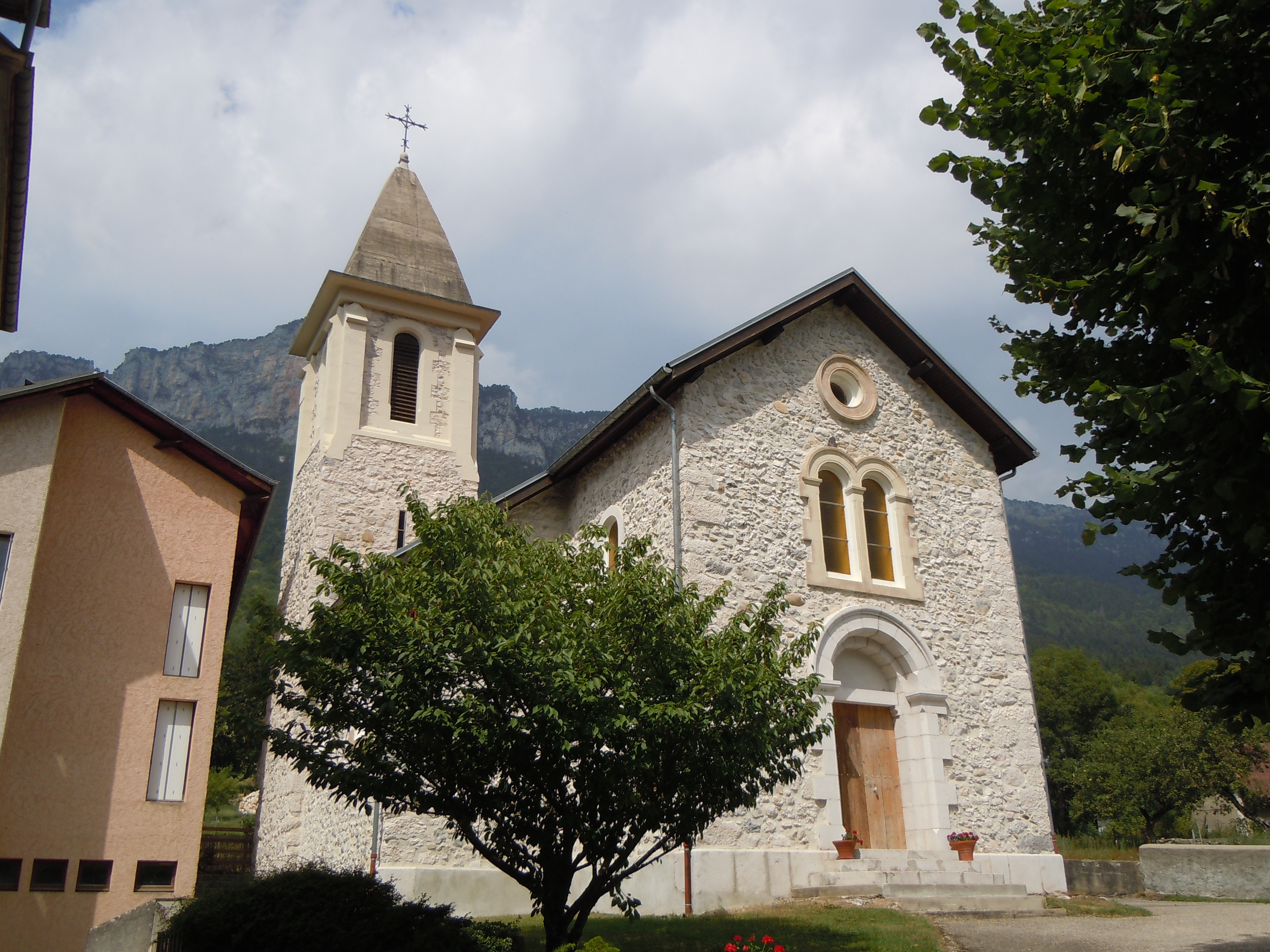
Kirche der Barmherzigkeit Unserer Lieben Frau
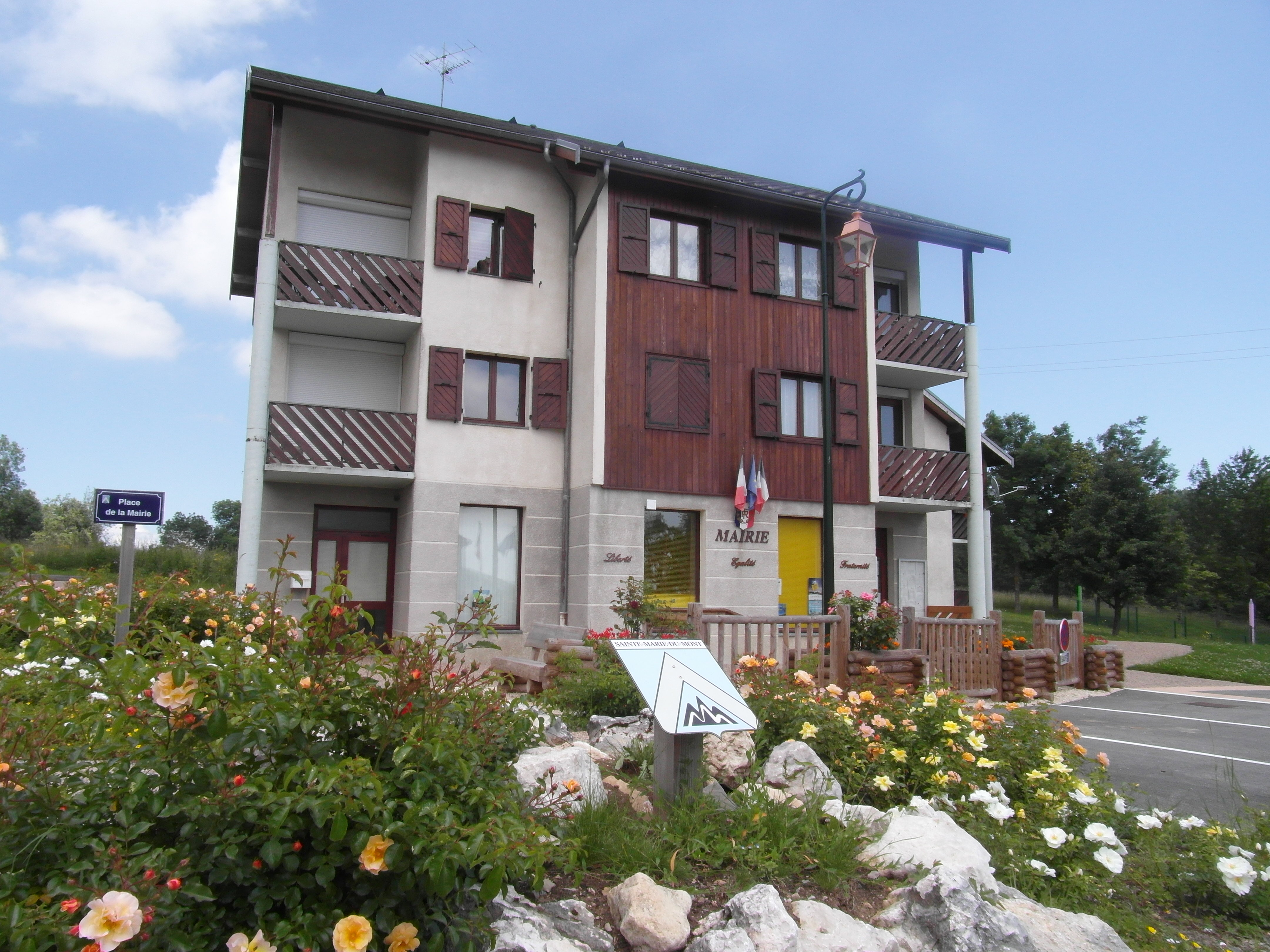
Rathaus (mairie)